# Алексей Гринин
Алексей Гринин е бивш съветски футболист и треньор.

## Кариера
Започва професионалната си кариера в Динамо Москва, за който записва 8 мача и 5 гола. През 1939 преминава в ЦДКА, където играе и брат му Владимир. Там Алексей се утвърждава като майстор на статичните положения, а от 1947 е капитан на отбора. Печели 5 шампионски титли и 3 купи на страната. Заедно с Григорий Федотов, Всеволод Бобров, Владимир Дьомин
и Валентин Николаев образуват атомното нападение на „Отбора на лейтенантите“. От 1947 до 1952 г. Гринин е капитан на тима на ЦДКА.
След разпадането на отбора през 1952 Гринин, както и много играчи от отбора, отиват в МВО Москва. Този отбор обаче се разпада на следващата година и футболиста прекратява кариерата си.
След края на кариерата си е треньор на ОДО Лвов, СКА Новосибирск, Терек, Кайрат и Криля Советов (Москва). Също така дълги години е директор на детско-юношеската школа на ЦСКА, а през сезон 1974 е помощник-треньор.